# Немич (река)
Немич — река в России, протекает в Тюменской области. Устье реки находится в 32 км по правому берегу реки Кеум. Длина реки составляет 76 км.

## Притоки
(от устья)
- Варюшкина
- Соргоот
- Муген
- Сторублево
- 51 км: Мончемъега
- Озёрная

## Данные водного реестра
По данным государственного водного реестра России относится к Иртышскому бассейновому округу, водохозяйственный участок реки — Иртыш от впадения реки Тобол до города Ханты-Мансийск (выше), без реки Конда, речной подбассейн реки — бассейны притоков Иртыша от Тобола до Оби. Речной бассейн реки — Иртыш.